# Kazuki Nishishita
Kazuki Nishishita (né le 14 octobre 1981) est un ancien sauteur à ski japonais.

## Palmarès

### Coupe du Monde
- Meilleur classement final: 32e en 2000.
- Meilleur résultat: 7e.

### Championnats du monde junior
| Épreuve / Édition | St-Moritz 1998 | Saalfelden 1999 |
| Individuel        | -              | Or              |
| Par équipes       | Argent         | -               |